# Liste der Mitglieder des Hessischen Landtags (18. Wahlperiode)
Diese Liste gibt einen Überblick über alle Mitglieder des Hessischen Landtags in der 18. Wahlperiode, gewählt in der Landtagswahl in Hessen 2009 am 18. Januar 2009. Die konstituierende Sitzung fand am 5. Februar 2009 statt.

## Präsidium
- Präsident: Norbert Kartmann (CDU)
- Vizepräsidenten: Frank Lortz (CDU), Lothar Quanz (SPD), Heinrich Heidel (FDP), Ursula Hammann (Bündnis 90/Die Grünen)
- Weitere Mitglieder: Horst Klee (CDU), Judith Lannert (CDU), Günter Rudolph (SPD), Florian Rentsch (FDP)

## Zusammensetzung

Karte der Wahlkreisergebnisse

Nach der Landtagswahl 2009 setzt sich der Landtag wie folgt zusammen:
| Fraktion              | Sitze | Veränderungen |
| --------------------- | ----- | ------------- |
| CDU                   | 46    | ./.           |
| SPD                   | 29    | ./.           |
| FDP                   | 20    | 1 Austritt    |
| Bündnis 90/Die Grünen | 17    | ./.           |
| Die Linke             | 6     | ./.           |
| Fraktionslos          | ./.   | 1 Zugang      |
| gesamt                | 118   |               |

Zu den gesetzlichen 110 Mandaten kommen noch acht Ausgleichs- und Überhangmandate hinzu, da die CDU mit 46 Wahlkreismandaten mehr Sitze erhalten hat, als die 41 Sitze, die ihr gemäß Zweitstimmenergebnis zustehen.

## Fraktionen
Dem Landtag gehören fünf Fraktionen an. Seit dem 5. Mai 2013 ist Jochen Paulus (ehemals FDP) fraktionsloses Mitglied.
- CDU-Fraktion: Christean Wagner
- SPD-Fraktion: Thorsten Schäfer-Gümbel
- FDP-Fraktion: Wolfgang Greilich (seit Juni 2012, zuvor Florian Rentsch)
- Fraktion Bündnis 90/Die Grünen: Tarek Al-Wazir
- Fraktion Die Linke: Willi van Ooyen

## Frauenanteil
- CDU-Fraktion: 8/46 (17,4 %)
- SPD-Fraktion: 10/29 (34,5 %)
- FDP-Fraktion: 1/20 (5 %)
- Fraktion Bündnis 90/Die Grünen: 9/17 (52,9 %)
- Fraktion Die Linke: 3/6 (50 %)

Gesamt: 31/118 (26,3 %)

## Abgeordnete
| Name                            | Lebensdaten | Fraktion         | Wahlkreis                        | Anteil der Erststimmen | Anmerkung |
| ------------------------------- | ----------- | ---------------- | -------------------------------- | ---------------------- | --- |
| Thomas Ackermann                | 1967        | Grüne            | Landesliste                      |                        | eingetreten am 23. Oktober 2013 für Kordula Schulz-Asche                                                                                          |
| Tarek Al-Wazir                  | 1971        | Grüne            | Landesliste                      |                        | |
| Elisabeth Apel                  | 1958        | CDU              | Landesliste                      |                        | eingetreten am 31. Oktober 2013 für Jan Schneider                                                                                                 |
| Walter Arnold                   | 1949        | CDU              | Wahlkreis Fulda I                | 53,4 %                 | |
| Sabine Bächle-Scholz            | 1965        | CDU              | Wahlkreis Groß-Gerau I           | 36,9 %                 | eingetreten am 1. Januar 2012 für Patrick Burghardt                                                                                               |
| Jürgen Banzer                   | 1955        | CDU              | Wahlkreis Hochtaunus II          | 52,9 %                 | |
| Ralf-Norbert Bartelt            | 1956        | CDU              | Wahlkreis Frankfurt am Main III  | 38,0 %                 | |
| Alexander Bauer                 | 1972        | CDU              | Wahlkreis Bergstraße I           | 46,0 %                 | |
| Nicola Beer                     | 1970        | FDP              | Landesliste                      |                        | Mandatsverzicht als Staatssekretärin, Nachrücker: Jochen Paulus                                                                                   |
| Holger Bellino                  | 1959        | CDU              | Wahlkreis Hochtaunus I           | 50,4 %                 | |
| Peter Beuth                     | 1967        | CDU              | Wahlkreis Rheingau-Taunus II     | 46,6 %                 | |
| Frank Blechschmidt              | 1961        | FDP              | Landesliste                      |                        | |
| Leif Blum                       | 1975        | FDP              | Landesliste                      |                        | |
| Marcus Bocklet                  | 1964        | Grüne            | Landesliste                      |                        | |
| Michael Boddenberg              | 1959        | CDU              | Wahlkreis Frankfurt am Main IV   | 41,9 %                 | |
| Volker Bouffier                 | 1951        | CDU              | Wahlkreis Gießen II              | 42,6 %                 | |
| Matthias Büger                  | 1969        | FDP              | Landesliste                      |                        | |
| Patrick Burghardt               | 1980        | CDU              | Wahlkreis Groß-Gerau I           | 36,9 %                 | ausgeschieden am 31. Dezember 2011, Nachrückerin: Sabine Bächle-Scholz                                                                            |
| Barbara Cárdenas Alfonso        | 1954        | Die Linke        | Landesliste                      |                        | |
| Ulrich Caspar                   | 1956        | CDU              | Wahlkreis Frankfurt am Main II   | 36,0 %                 | |
| Wolfgang Decker                 | 1955        | SPD              | Wahlkreis Kassel-Stadt II        | 38,3 %                 | |
| Klaus Dietz                     | 1956        | CDU              | Wahlkreis Wetterau II            | 41,4 %                 | |
| Wilhelm Dietzel                 | 1948        | CDU              | Wahlkreis Waldeck-Frankenberg I  | 43,6 %                 | ausgeschieden am 31. Oktober 2011, Nachrücker: Armin Schwarz                                                                                      |
| Angela Dorn                     | 1982        | Grüne            | Landesliste                      |                        | |
| Mario Döweling                  | 1980        | FDP              | Landesliste                      |                        | |
| Tobias Eckert                   | 1980        | SPD              | Landesliste                      |                        | eingetreten am 10. Juni 2012 für Manfred Görig |
| Ellen Enslin                    | 1960        | Grüne            | Landesliste                      |                        | |
| Sigrid Erfurth                  | 1956        | Grüne            | Landesliste                      |                        | |
| Nancy Faeser                    | 1970        | SPD              | Landesliste                      |                        | |
| Martina Feldmayer               | 1964        | Grüne            | Landesliste                      |                        | eingetreten am 11. Februar 2012 für Margaretha Hölldobler-Heumüller                                                                               |
| Uwe Frankenberger               | 1955        | SPD              | Landesliste                      |                        | |
| Dieter Franz                    | 1952        | SPD              | Wahlkreis Rotenburg              | 41,3 %                 | |
| Jürgen Frömmrich                | 1959        | Grüne            | Landesliste                      |                        | |
| Petra Fuhrmann                  | 1955–2019   | SPD              | Landesliste                      |                        | |
| Alfons Gerling                  | 1944        | CDU              | Wahlkreis Frankfurt am Main I    | 45,5 %                 | |
| Lisa Gnadl                      | 1981        | SPD              | Landesliste                      |                        | |
| Manfred Görig                   | 1959        | SPD              | Landesliste                      |                        | ausgeschieden am 9. Juni 2012, Nachrücker: Tobias Eckert                                                                                          |
| Ulrike Gottschalck              | 1955        | SPD              | Wahlkreis Kassel-Land II         | 41,7 %                 | ausgeschieden am 1. November 2009, Nachrücker: Timon Gremmels                                                                                     |
| Wolfgang Greilich               | 1954        | FDP              | Landesliste                      |                        | |
| Timon Gremmels                  | 1976        | SPD              | Wahlkreis Kassel-Land II         |                        | eingetreten am 1. November 2009 für Ulrike Gottschalck                                                                                            |
| Gernot Grumbach                 | 1952        | SPD              | Landesliste                      |                        | |
| Stefan Grüttner                 | 1956        | CDU              | Wahlkreis Offenbach-Stadt        | 38,0 %                 | |
| Heike Habermann                 | 1955        | SPD              | Landesliste                      |                        | |
| Jörg-Uwe Hahn                   | 1956        | FDP              | Landesliste                      |                        | |
| Ursula Hammann                  | 1955        | Grüne            | Landesliste                      |                        | |
| Martin Häusling                 | 1961        | Grüne            | Landesliste                      |                        | ausgeschieden am 14. Juli 2009, Nachrücker: Daniel May                                                                                            |
| Heinrich Heidel                 | 1952        | FDP              | Landesliste                      |                        | |
| Christian Heinz                 | 1976        | CDU              | Wahlkreis Main-Taunus I          | 55,3 %                 | eingetreten am 1. September 2010 für Roland Koch                                                                                                  |
| Dorothea Henzler                | 1948        | FDP              | Landesliste                      |                        | |
| Norbert Herr                    | 1944–2021   | CDU              | Wahlkreis Fulda II               | 54,4 %                 | |
| Volker Hoff                     | 1957        | CDU              | Wahlkreis Offenbach Land II      | 46,4 %                 | ausgeschieden am 9. Februar 2010, Nachrücker: Ismail Tipi                                                                                         |
| Heike Hofmann                   | 1973        | SPD              | Landesliste                      |                        | |
| Brigitte Hofmeyer               | 1961        | SPD              | Wahlkreis Kassel-Land I          | 39,2 %                 | |
| Margaretha Hölldobler-Heumüller | 1960        | Grüne            | Landesliste                      |                        | ausgeschieden am 10. Februar 2012, Nachrückerin: Martina Feldmayer                                                                                |
| Hartmut Honka                   | 1978        | CDU              | Wahlkreis Offenbach Land I       | 43,3 %                 | |
| Hans-Jürgen Irmer               | 1952        | CDU              | Wahlkreis Lahn-Dill II           | 42,4 %                 | |
| Andreas Jürgens                 | 1956        | Grüne            | Landesliste                      |                        | ausgeschieden am 1. Mai 2012, Nachrückerin: Monne Lentz                                                                                           |
| Reinhard Kahl                   | 1948        | SPD              | Landesliste                      |                        | |
| Norbert Kartmann                | 1949        | CDU              | Wahlkreis Wetterau III           | 45,1 %                 | |
| Frank-Peter Kaufmann            | 1948        | Grüne            | Landesliste                      |                        | |
| Horst Klee                      | 1939        | CDU              | Wahlkreis Wiesbaden II           | 44,8 %                 | |
| Hugo Klein                      | 1953        | CDU              | Wahlkreis Main-Kinzig I          | 44,9 %                 | |
| Roland Koch                     | 1958        | CDU              | Wahlkreis Main-Taunus I          | 55,3 %                 | ausgeschieden am 31. August 2010, Nachrücker: Christian Heinz                                                                                     |
| Irmgard Klaff-Isselmann         | 1957        | CDU              | Wahlkreis Darmstadt-Stadt I      | 32,5 %                 | eingetreten am 1. Juli 2011 für Rafael Reißer |
| Kai Klose                       | 1973        | Grüne            | Landesliste                      |                        | |
| Fritz-Wilhelm Krüger            | 1941        | FDP              | Landesliste                      |                        | |
| Eva Kühne-Hörmann               | 1962        | CDU              | Wahlkreis Kassel-Stadt I         | 28,7 %                 | |
| Dirk Landau                     | 1964        | CDU              | Wahlkreis Eschwege-Witzenhausen  | 39,0 %                 | |
| Judith Lannert                  | 1963        | CDU              | Wahlkreis Odenwald               | 40,9 %                 | |
| Silke Lautenschläger            | 1968        | CDU              | Wahlkreis Darmstadt-Dieburg II   | 42,1 %                 | ausgeschieden am 30. September 2010, Nachrücker: Manfred Pentz                                                                                    |
| Jürgen Lenders                  | 1966        | FDP              | Landesliste                      |                        | |
| Monne Lentz                     | 1987        | Grüne            | Landesliste                      |                        | eingetreten am 2. Mai 2012 für Andreas Jürgens |
| Aloys Lenz                      | 1943        | CDU              | Wahlkreis Main-Kinzig II         | 43,4 %                 | |
| Frank Lortz                     | 1953        | CDU              | Wahlkreis Offenbach Land III     | 46,3 %                 | |
| Heinz Lotz                      | 1954        | SPD              | Landesliste                      |                        | |
| Daniel Mack                     | 1986        | Grüne            | Landesliste                      |                        | eingetreten am 15. März 2012 für Sarah Sorge |
| Daniel May                      | 1981        | Grüne            | Landesliste                      |                        | eingetreten am 15. Juli 2009 für Martin Häusling                                                                                                  |
| Gerhard Merz                    | 1952–2024   | SPD              | Wahlkreis Gießen I               | 38,5 %                 | |
| Hans-Christian Mick             | 1981        | FDP              | Landesliste                      |                        | |
| Gottfried Milde                 | 1963        | CDU              | Wahlkreis Darmstadt-Dieburg I    | 37,0 %                 | ausgeschieden am 31. Dezember 2012, Nachrückerin: Karin Neipp                                                                                     |
| Karin Müller                    | 1962        | Grüne            | Landesliste                      |                        | |
| Regine Müller                   | 1959        | SPD              | Wahlkreis Schwalm-Eder II        | 38,8 %                 | |
| Rolf Müller                     | 1947        | CDU              | Wahlkreis Main-Kinzig III        | 45,8 %                 | |
| Stefan Müller                   | 1977        | FDP              | Landesliste                      |                        | |
| Petra Müller-Klepper            | 1957        | CDU              | Wahlkreis Rheingau-Taunus I      | 45,7 %                 | Mandatsverzicht als Staatssekretärin, Nachrücker: Hans-Peter Seyffardt                                                                            |
| Karin Neipp                     | 1947        | CDU              | Landesliste                      |                        | eingetreten am 1. Januar 2013 für Gottfried Milde                                                                                                 |
| Alexander Noll                  | 1960        | FDP              | Landesliste                      |                        | |
| Willi van Ooyen                 | 1947        | Die Linke        | Landesliste                      |                        | |
| Gudrun Osterburg                | 1945        | CDU              | Wahlkreis Frankfurt am Main VI   | 41,2 %                 | ausgeschieden am 31. Januar 2012, Nachrücker: Jan Schneider                                                                                       |
| Mürvet Öztürk                   | 1972        | Grüne            | Landesliste                      |                        | |
| Jochen Paulus                   | 1969        | FDP/Fraktionslos | Landesliste                      |                        | eingetreten im Februar 2009 für Nicola Beer. Am 5. Mai 2013 aus der FDP ausgetreten und der AfD beigetreten. Seitdem fraktionsloser Abgeordneter. |
| Judith Pauly-Bender             | 1957        | SPD              | Landesliste                      |                        | |
| Manfred Pentz                   | 1980        | CDU              | Wahlkreis Darmstadt-Dieburg II   | 42,1 %                 | eingetreten am 1. Oktober 2010 für Silke Lautenschläger                                                                                           |
| Helmut Peuser                   | 1940–2024   | CDU              | Wahlkreis Limburg-Weilburg I     | 52,1 %                 | |
| Dieter Posch                    | 1944        | FDP              | Landesliste                      |                        | |
| Lothar Quanz                    | 1949        | SPD              | Landesliste                      |                        | |
| Claudia Ravensburg              | 1962        | CDU              | Wahlkreis Waldeck-Frankenberg II | 40,4 %                 | |
| Clemens Reif                    | 1949        | CDU              | Wahlkreis Lahn-Dill I            | 49,3 %                 | |
| Rafael Reißer                   | 1958        | CDU              | Wahlkreis Darmstadt-Stadt I      | 32,5 %                 | ausgeschieden am 30. Juni 2011, Nachrückerin: Irmgard Klaff-Isselmann                                                                             |
| Florian Rentsch                 | 1975        | FDP              | Landesliste                      |                        | |
| Wilhelm Reuscher                | 1953        | FDP              | Landesliste                      |                        | |
| Michael Reuter                  | 1948        | SPD              | Landesliste                      |                        | |
| René Rock                       | 1967        | FDP              | Landesliste                      |                        | |
| Ernst-Ewald Roth                | 1953        | SPD              | Landesliste                      |                        | |
| Günter Rudolph                  | 1956        | SPD              | Wahlkreis Schwalm-Eder I         | 41,0 %                 | |
| Thorsten Schäfer-Gümbel         | 1969        | SPD              | Landesliste                      |                        | |
| Hermann Schaus                  | 1955        | Die Linke        | Landesliste                      |                        | |
| Norbert Schmitt                 | 1955        | SPD              | Landesliste                      |                        | |
| Jan Schneider                   | 1981        | CDU              | Wahlkreis Frankfurt am Main VI   | 41,2 %                 | eingetreten am 31. Januar 2012 für Gudrun Osterburg, ausgeschieden am 30. Oktober 2013                                                            |
| Günter Schork                   | 1955–2016   | CDU              | Wahlkreis Groß-Gerau II          | 38,3 %                 | |
| Marjana Schott                  | 1958        | Die Linke        | Landesliste                      |                        | |
| Kordula Schulz-Asche            | 1956        | Grüne            | Landesliste                      |                        | ausgeschieden im Oktober 2013, dann Bundestagsabgeordnete, Nachrücker: Thomas Ackermann                                                           |
| Armin Schwarz                   | 1968        | CDU              | Wahlkreis Waldeck-Frankenberg I  | 43,6 %                 | eingetreten am 1. November 2011 für Wilhelm Dietzel                                                                                               |
| Hans-Peter Seyffardt            | 1954        | CDU              | Wahlkreis Rheingau-Taunus I      | 45,7 %                 | eingetreten am 6. Februar 2009 für Petra Müller-Klepper                                                                                           |
| Michael Siebel                  | 1957        | SPD              | Landesliste                      |                        | |
| Sarah Sorge                     | 1969        | Grüne            | Landesliste                      |                        | ausgeschieden im März 2012, Nachrücker: Daniel Mack                                                                                               |
| Thomas Spies                    | 1962        | SPD              | Wahlkreis Marburg-Biedenkopf II  | 38,5 %                 | |
| Peter Stephan                   | 1951        | CDU              | Wahlkreis Bergstraße II          | 44,8 %                 | |
| Frank Sürmann                   | 1962        | FDP              | Landesliste                      |                        | |
| Ismail Tipi                     | 1959–2023   | CDU              | Wahlkreis Offenbach Land II      | 46,4 %                 | eingetreten am 9. Februar 2010 für Volker Hoff |
| Tobias Utter                    | 1962        | CDU              | Wahlkreis Wetterau I             | 42,3 %                 | |
| Christean Wagner                | 1943–2025   | CDU              | Wahlkreis Marburg-Biedenkopf I   | 40,3 %                 | |
| Mathias Wagner                  | 1974        | Grüne            | Landesliste                      |                        | |
| Astrid Wallmann                 | 1979        | CDU              | Wahlkreis Wiesbaden I            | 39,4 %                 | |
| Torsten Warnecke                | 1962        | SPD              | Wahlkreis Hersfeld               | 39,5 %                 | |
| Sabine Waschke                  | 1959        | SPD              | Landesliste                      |                        | |
| Karlheinz Weimar                | 1950        | CDU              | Wahlkreis Limburg-Weilburg II    | 47,2 %                 | |
| Marius Weiß                     | 1975        | SPD              | Landesliste                      |                        | |
| Kurt Wiegel                     | 1951        | CDU              | Wahlkreis Vogelsberg             | 41,5 %                 | |
| Bettina Wiesmann                | 1966        | CDU              | Wahlkreis Frankfurt am Main V    | 30,7 %                 | |
| Ulrich Wilken                   | 1958        | Die Linke        | Landesliste                      |                        | |
| Axel Wintermeyer                | 1960        | CDU              | Wahlkreis Main-Taunus II         | 46,3 %                 | |
| Janine Wissler                  | 1981        | Die Linke        | Landesliste                      |                        | |
| Karin Wolff                     | 1959        | CDU              | Wahlkreis Darmstadt-Stadt II     | 33,3 %                 | |
| Andrea Ypsilanti                | 1957        | SPD              | Landesliste                      |                        | |
| Helmut von Zech                 | 1955        | FDP              | Landesliste                      |                        | |